# Cá thu Tây Ban Nha Đại Tây Dương
Cá thu Tây Ban Nha Đại Tây Dương (danh pháp hai phần: Scomberomorus maculatus) là một loài cá trong họ Cá thu ngừ. Cá thu Tây Ban Nha Đại Tây Dương là loài cá di cư, bơi đến phía bắc vịnh Mexico vào mùa xuân, trở về phía nam Florida ở phía đông vịnh, và đến México ở vùng vịnh phía Tây vào mùa thu.

## Mô tả
Cá có lưng màu xanh lá; hai bên ánh bạc với 3 vạch các đốm vàng hình elip. Đường bên dần dần uốn cong xuống từ đầu trên của nắp mang về phía cuống đuôi. Vây lưng đầu tiên có màu đen ở phía trước.

## Hình ảnh

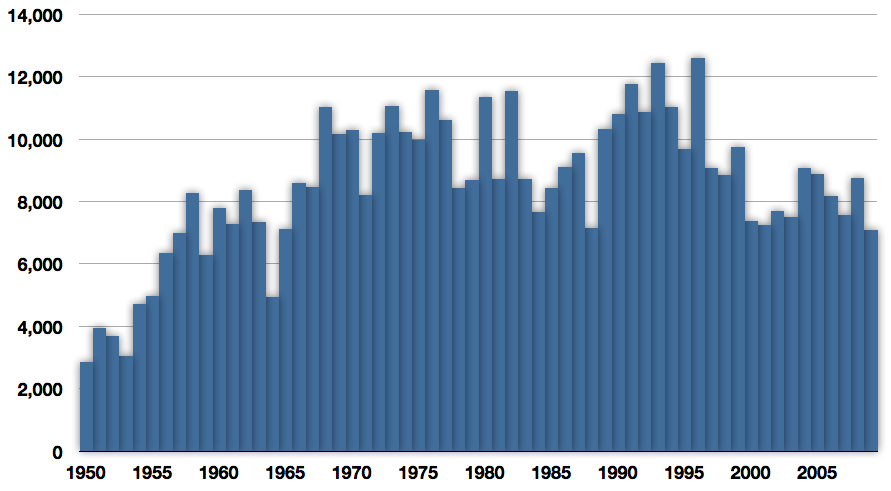
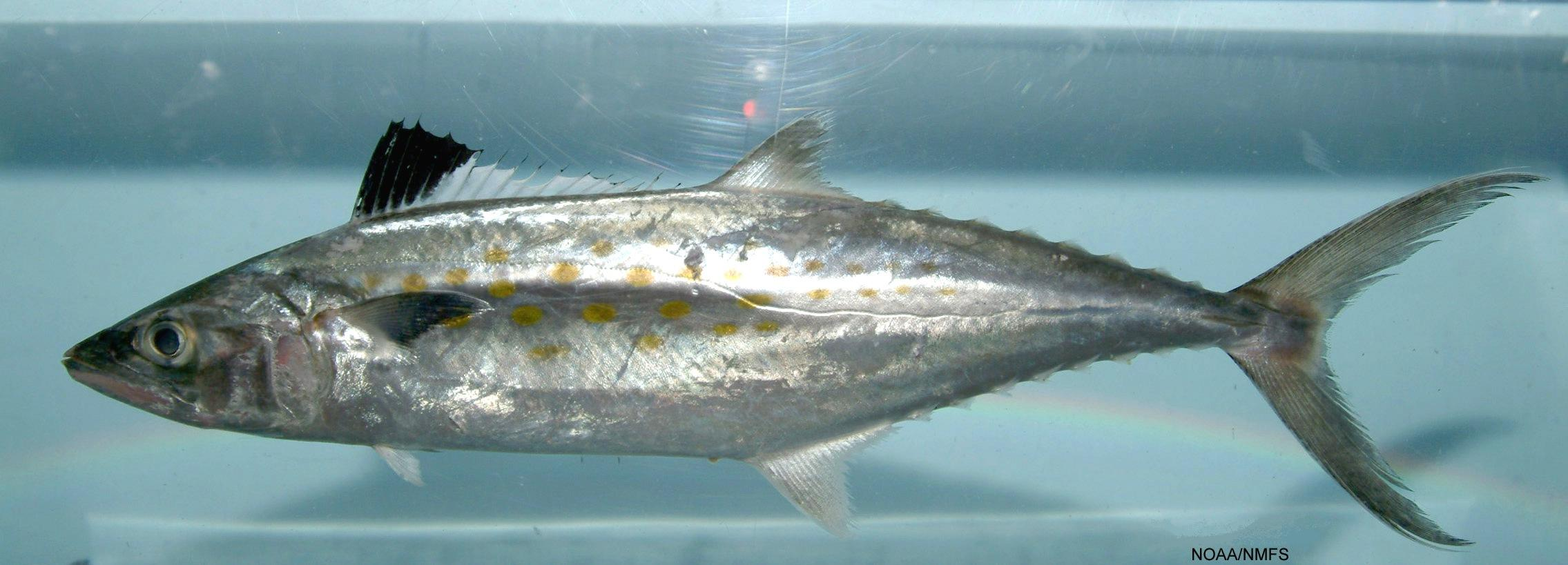
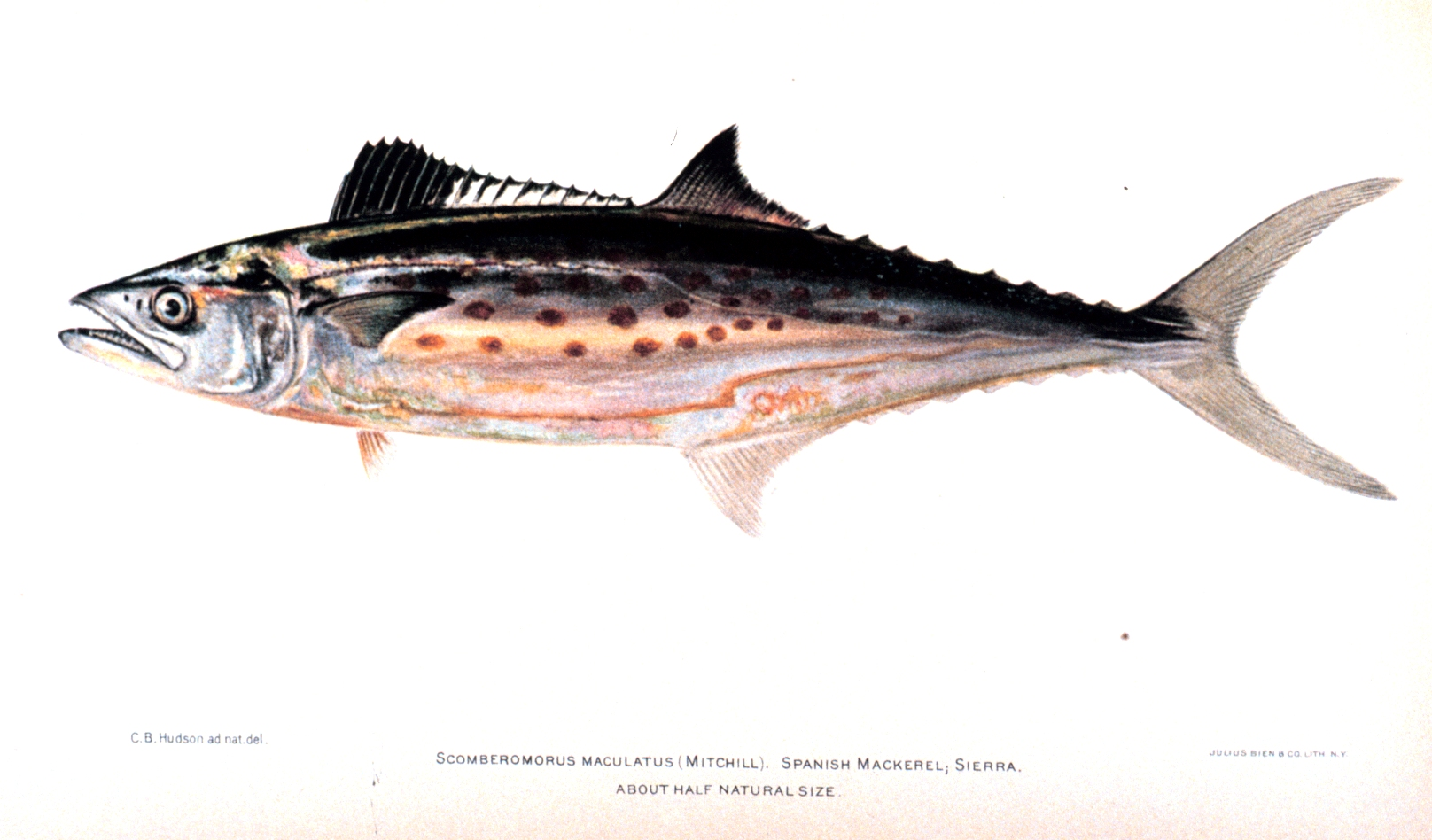
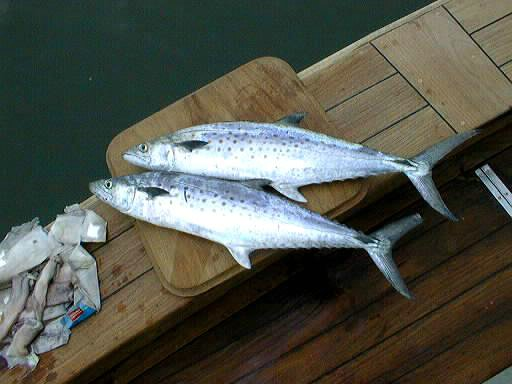